# ナーバスチリン

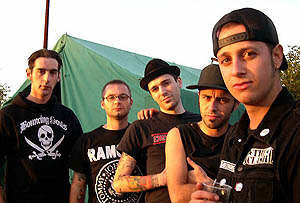
Nervous Chillin'

ナーバスチリン (Nervous Chillin') は、ベルギーのワロン地域アベ・ラ・ヌーヴで結成されたパンク・ロックグループ。ザ・クラッシュ、ランシド、バウンシング・ソウルズなどの影響を受けているとされ、美しい旋律とエネルギッシュな曲調を特徴とする。